# Давамеск
Давамеск (араб. ضاوامآسكا) — їстівні коноплі, поширені в Алжирі та деяких інших арабських країнах, виготовлені з верхівки конопель у поєднанні з «цукром, апельсиновим соком, корицею, гвоздикою, кардамоном, мускатним горіхом, мускусом, фісташками та кедровими горіхами».
Їстівні коноплі відіграли певну роль у популяризації конопель у Європі, оскільки саме на цей наркотичний препарат натрапив доктор Жак-Жозеф Моро де Тур під час своїх подорожей Північною Африкою та представив його Паризькому Клубу гашишистів.